# Passy-Grigny
Passy-Grigny település Franciaországban, Marne megyében. Lakosainak száma 373 fő (2022. január 1.). Passy-Grigny Villers-Agron-Aiguizy, Anthenay, Champvoisy, Sainte-Gemme, Vandières és Verneuil községekkel határos.

## Népesség
A település népességének változása:
| Lakosok száma | 421  | 409  | 383  | 388  | 382  | 379  | 380  | 383  | 380  | 373  |
|               | 1968 | 1982 | 1990 | 2006 | 2013 | 2015 | 2017 | 2019 | 2020 | 2022 |